# Journées mondiales de la jeunesse
Ne doit pas être confondu avec Journée internationale de la jeunesse ou Festival mondial de la jeunesse et des étudiants.
Pour les articles homonymes, voir JMJ (homonymie).

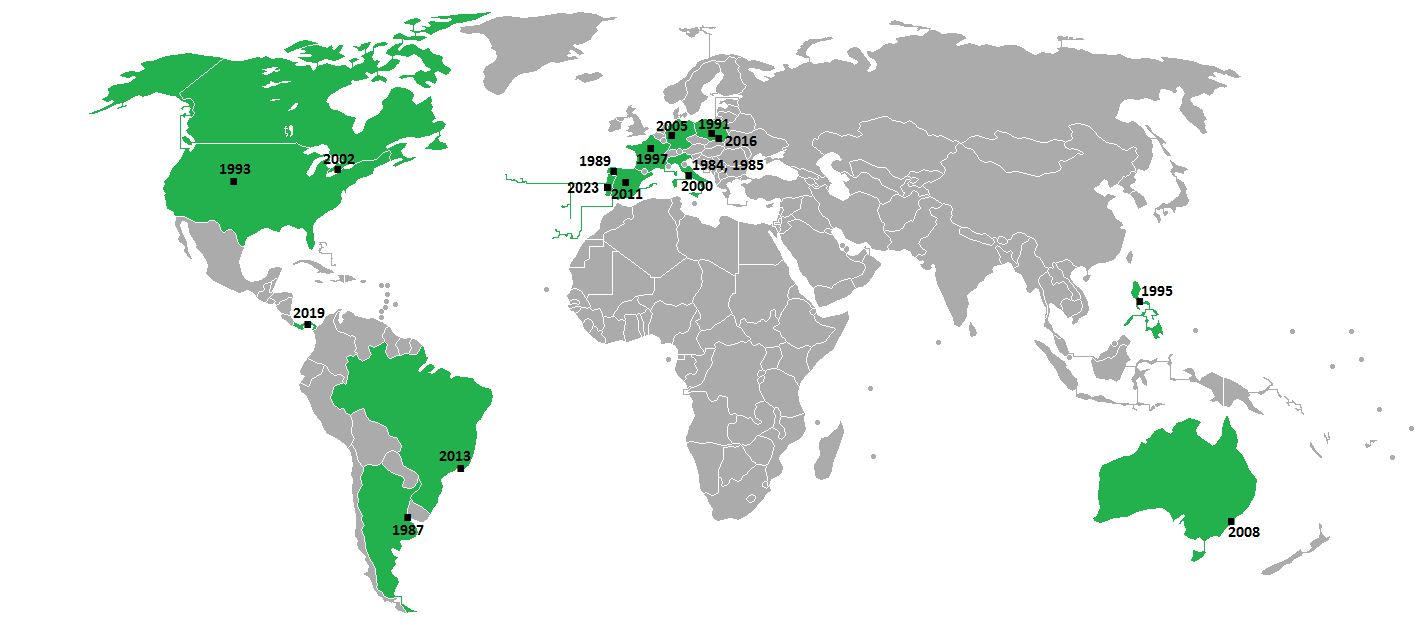
Carte des localisations des journées mondiales de la jeunesse. Les pays ayant accueilli au moins une édition sont en vert.

Les Journées mondiales de la Jeunesse (JMJ) sont un événement à destination des jeunes organisé par l'Église catholique, initié par le pape Jean-Paul II en 1984. Les prochaines se dérouleront à Séoul en Corée du Sud en 2027.
Au niveau diocésain, leur concept a été influencé par le mouvement Lumière-Vie qui existait en Pologne depuis les années 1960, via lequel, à l’occasion de camps d'été, de jeunes adultes catholiques célébraient durant 13 jours une « Journée de la communauté ». Pour la première célébration des JMJ en 1986, les évêques ont été invités à programmer un événement annuel pour les jeunes qui se tiendrait chaque dimanche des Rameaux dans leur diocèse, ce qui s’est vécu dans la plupart d’entre eux de 1986 à 2020. En 2021, le pape François a déplacé l'événement au dimanche de la fête du Christ-Roi qui marque la fin de l’année liturgique.
Au niveau international, les JMJ ont lieu tous les deux à quatre ans dans un pays différent. Chaque édition de l'événement dure plusieurs jours, se déroule dans une ville hôte, et s'achève par une messe présidée par le Souverain pontife réunissant plusieurs centaines de milliers de participants. La messe de clôture des JMJ de 1995 à Manille, aux Philippines, a même établi un record mondial avec le plus grand nombre de personnes réunies pour un seul événement religieux chrétien, avec près de 5 millions de participants (pour ce qui est du rassemblement religieux toute religion confondue, ce record est détenu par le Kumbh Mela). Ce record chrétien a été dépassé lorsque 6 millions de personnes ont assisté à une messe célébrée par le pape François, toujours aux Philippines, 20 ans plus tard en 2015.
Le 13 avril 2014, Jean-Paul II a été nommé saint patron des JMJ par le pape François.

## Déroulement
Elles commencent généralement par une messe d'ouverture présidée par l'évêque local le mardi après-midi, suivie d'un concert. Les matins sont ponctués par de la catéchèse enseignées par différents évêques. Les après-midi sont rythmés par les festivals de la jeunesse (concerts, expositions, pèlerinages…). Le pape est accueilli le jeudi après-midi et un Chemin de croix est effectué le vendredi, quelquefois sous forme de théâtre (comme cela fut le cas à Toronto et à Sydney). Le samedi, tous les pèlerins venus du monde entiers marchent pour rejoindre le lieu de rassemblement final, qui comporte une veillée de prière, une nuit à la belle étoile, les laudes et la messe finale, célébrée par le pape.

## Historique

### Création
Les JMJ sont nées à l'instigation du pape Jean-Paul II qui fut professeur et aumônier d'étudiants à Cracovie et qui se souvenait certainement du Festival mondial de la jeunesse, une manifestation bisannuelle pompeuse du communisme, très couverte médiatiquement dans les pays du bloc soviétique, qui avait eu lieu à Varsovie en 1955. Lors de l'année sainte proclamée en 1983-84 sur le thème de la Rédemption, environ 250 000 jeunes venus de nombreux pays participent à un « Jubilé international des jeunes » le jour de la fête des Rameaux. À l'occasion, le pape Jean-Paul II a donné une croix en bois aux jeunes pour symboliser « l'amour du Seigneur Jésus pour l'humanité et comme une proclamation que ce n'est que dans le Christ mort et ressuscité qu'il y a le salut et la rédemption ». Depuis, elle a assisté aux veillées de toutes les rencontres internationales et visité des dizaines de pays sur tous les continents.
L'année 1985 ayant été proclamée année internationale de la jeunesse par l'ONU, le pape renouvelle son invitation et réunit à nouveau environ 300 000 jeunes à Rome pour la fête des Rameaux. Les journées mondiales de la jeunesse sont alors instituées pour pérenniser le succès de ces premières rencontres.
La première édition a eu lieu à Rome le 23 mars 1986. À cette occasion, Jean-Paul II s'est adressé aux jeunes du monde entier avec la lettre Toujours prêts à témoigner de l'espérance qui est en vous, donnant ainsi rendez-vous à tous pour l'année suivante non pas à Rome, mais à Buenos Aires.
Depuis lors, le dicastère du Vatican chargé de l'organisation et de la coordination des Journées mondiales est le Conseil pontifical pour les laïcs, dont la « Section Jeunesse » a été créée à cet effet en 1985. Avec sa dissolution le 1er septembre 2016, elle a été transférée au nouveau Dicastère pour les laïcs, la famille et la vie.
L'esprit des JMJ est à rapprocher des rencontres européennes de Taizé, créées en 1978 ; ou encore présente des similitudes avec les Jamboree, journées mondiales de la jeunesse scoute, créées en 1920.

### Évolutions sous le pontificat de Jean Paul II
Les 11 et 12 avril 1987, c'est la première rencontre internationale hors d'Italie, à Buenos Aires, en Argentine.
À partir de l'édition suivante, en 1989 à Saint-Jacques-de-Compostelle, les rencontres incluent trois jours de catéchèse avant la célébration finale. Pour la première fois, la réunion n'a pas eu lieu le dimanche des Rameaux, mais au plus fort de l'été.
En 1991, c'est la ville de Częstochowa en Pologne qui accueille les JMJ dans le pays natal du pape, apportant ainsi la possibilité aux jeunes des pays du Bloc de l'Est de participer à l'événement pour la première fois.
En 1993, l’événement se tient à Denver, au sein d'un pays qui n'est pas à majorité catholique, les États-Unis d'Amérique. On y célèbre pour la première fois le Chemin de croix. Les JMJ commencent à être un événement médiatique majeur.
L'année 1995, et son édition asiatique à Manille, capitale des Philippines consacre le septième plus grand rassemblement de masse de l'histoire mondiale avec cinq millions de participants dans le pays le plus catholique du continent.
L'édition 1997 à Paris apporte une évolution significative, conservée depuis : la mise en place des journées diocésaines et le festival de la jeunesse. Les jeunes sont appelés à passer une semaine dans les différents diocèses du pays puis à un « festival de la jeunesse » de trois jours juste avant le rassemblement final dans la ville hôte des JMJ. L'Église catholique en France avait en effet souhaité que le dynamisme et les rencontres de ce rassemblement ne bénéficient pas seulement à Paris et à l'Île-de-France, mais que tous les diocèses français puissent également participer.
Une déclaration jugée importante par le protestantisme français, est faite par le pape lors de la veillée baptismale du 23 août, coïncidant avec le 425e anniversaire du massacre de la Saint-Barthélemy, sous forme d'une demande de pardon.

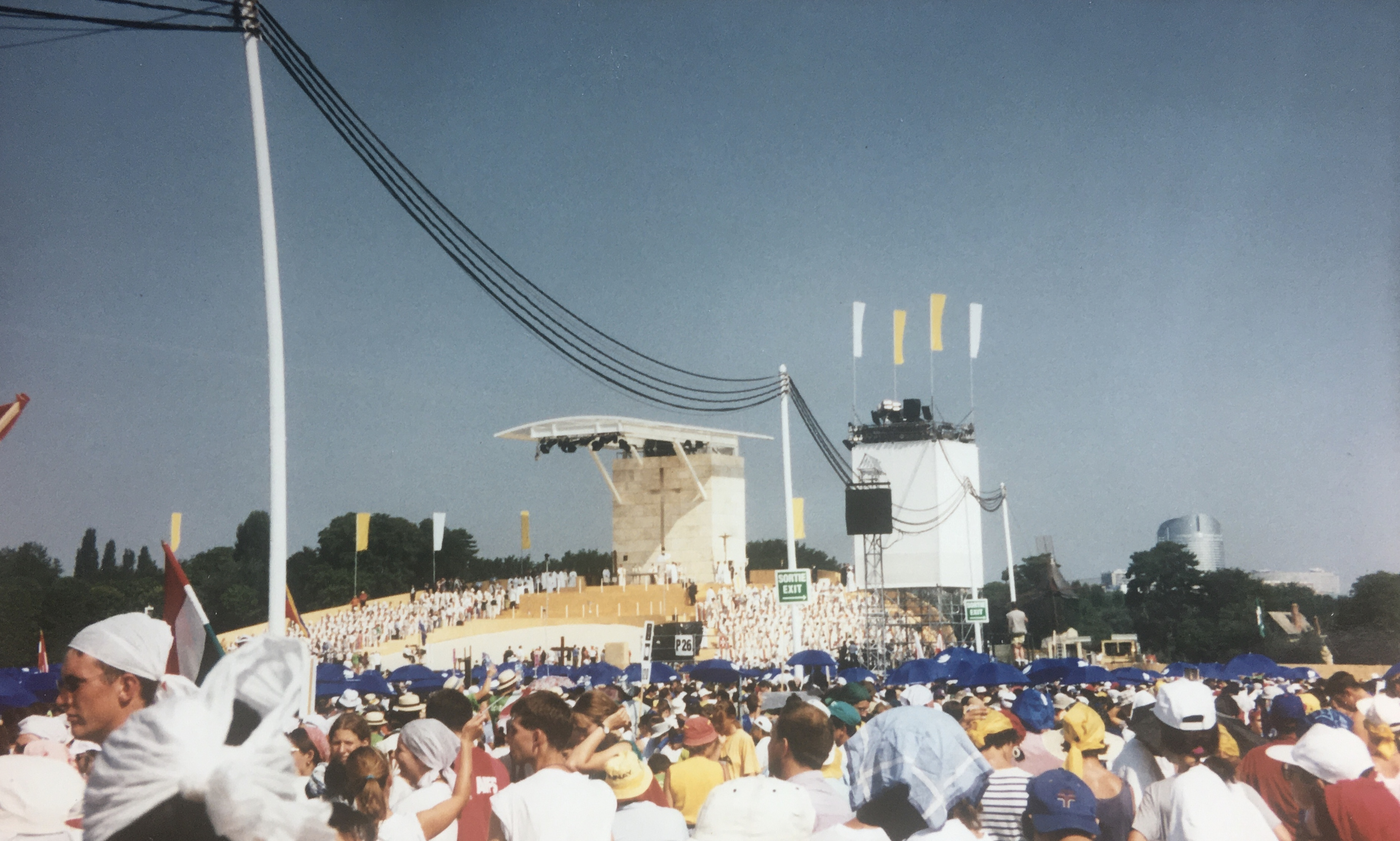
JMJ de 1997 à Paris Longchamp.

Les JMJ de Rome en 2000 se déroulent trois ans, et non deux après la précédente édition afin d'inscrire la rencontre dans le calendrier jubilaire de 2000. Plus de deux millions et demi de pèlerins se rendent dans la Ville éternelle pour l'événement.
Les dernières JMJ du pape Jean-Paul II sont celles de 2002 à Toronto, au Canada, malgré l'affaiblissement de son état de santé.

### Évolutions sous le pontificat de Benoît XVI
Après la disparition de Jean-Paul II, plusieurs commentateurs doutaient que son successeur maintienne ce type de rencontres, dont le format paraissait taillé sur mesure pour le pape défunt. Benoît XVI a pourtant participé aux JMJ de Cologne en 2005, puis établi de nouveaux rendez-vous en 2008 à Sydney, et en 2011 à Madrid. Il a introduit ses propres innovations : adoration eucharistique depuis 2005, et, depuis 2011, la confession sacramentelle de quelques jeunes par le pape en personne.

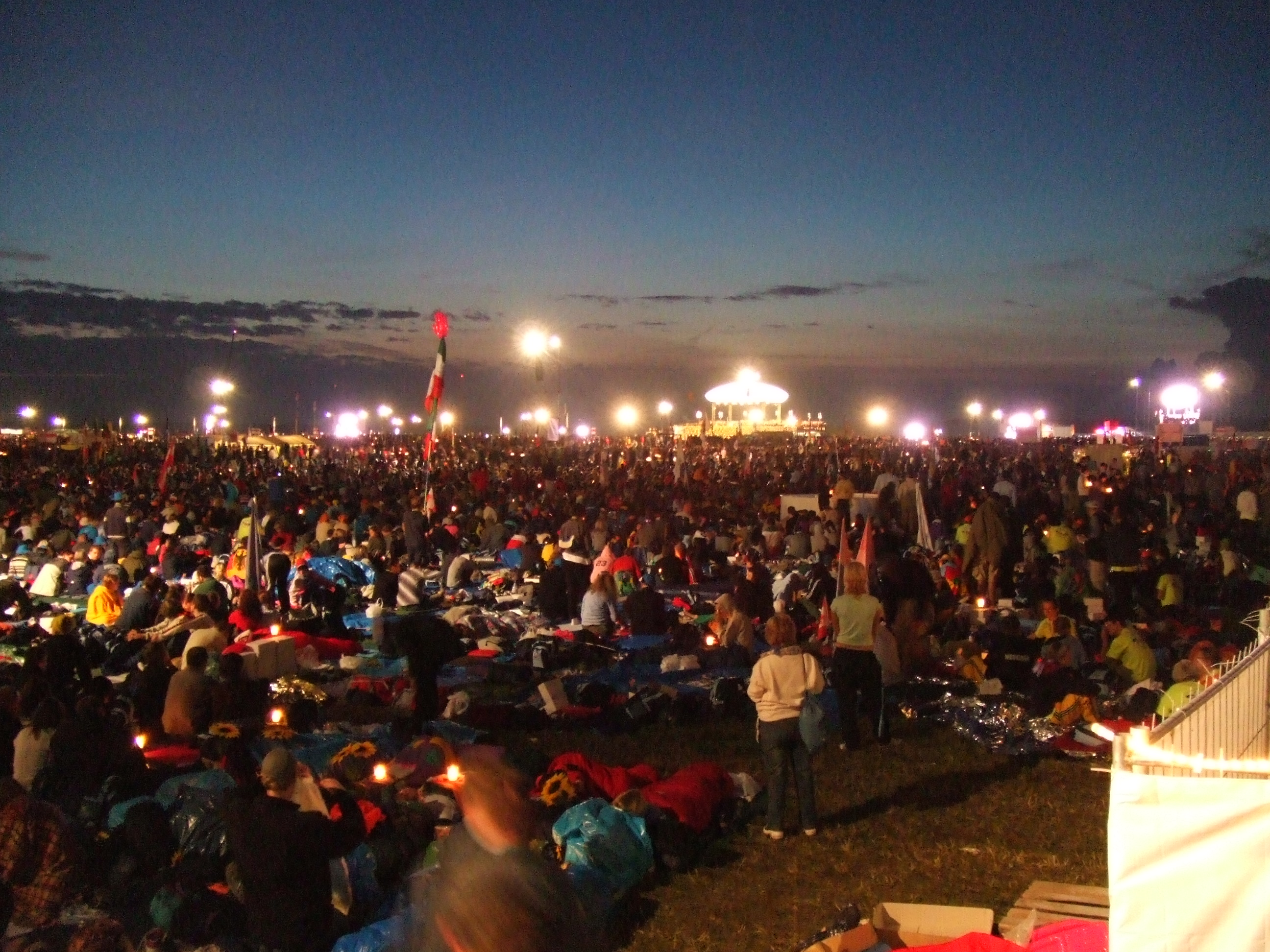
JMJ 2005 de Cologne à Marienfeld.

Le vaticaniste Sandro Magister analyse ainsi les trois évolutions principales que connaissent les JMJ sous le pontificat de Benoît XVI :
- l'apparition de temps de silence prolongés et intenses, au contraste accentué avec l'atmosphère générale très festive. Ces temps forts de silence donnent un relief particulier au chemin de croix, à la veillée d'adoration eucharistique commune avec le pape (autre innovation de Benoît XVI) ou à la communion durant la messe de clôture ;
- l'âge moyen très bas des participants (22 ans), dans lequel Magister voit un signe de renouvellement très encourageant pour le recrutement de futurs dirigeants des communautés catholiques dans le monde ;
- le fait que les participants, loin de s'impliquer dans des combats internes pour faire évoluer l'Église, acceptent que celle-ci se montre exigeante et se tournent résolument vers l'évangélisation du monde[8].

### Évolutions sous le pontificat de François
C'est une édition latino-américaine qui a été la première avec François, premier pape américain. Elle s'est déroulée du 23 au 28 juillet 2013 à Rio de Janeiro, au Brésil, avec une participation estimée à plus de 3 millions de pèlerins. Le plus grand flash mob du monde a également eu lieu pendant les JMJ, qui ont également vu la participation des 1 200 évêques présents.

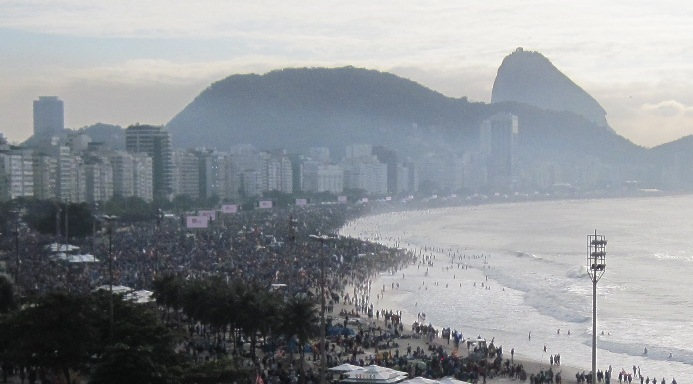
Les JMJ à Rio de Janeiro en 2013.
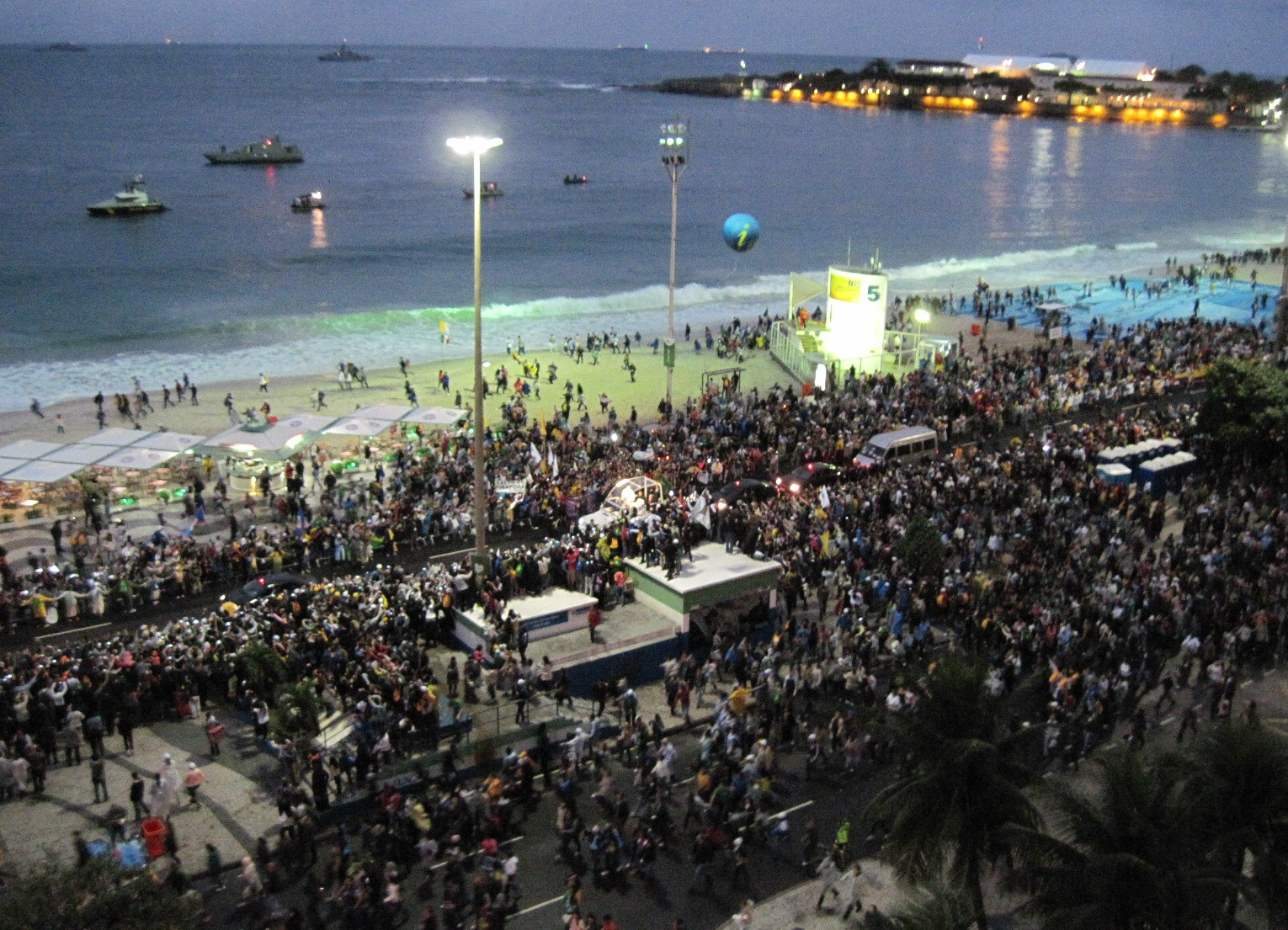
Les JMJ à Copacabana.
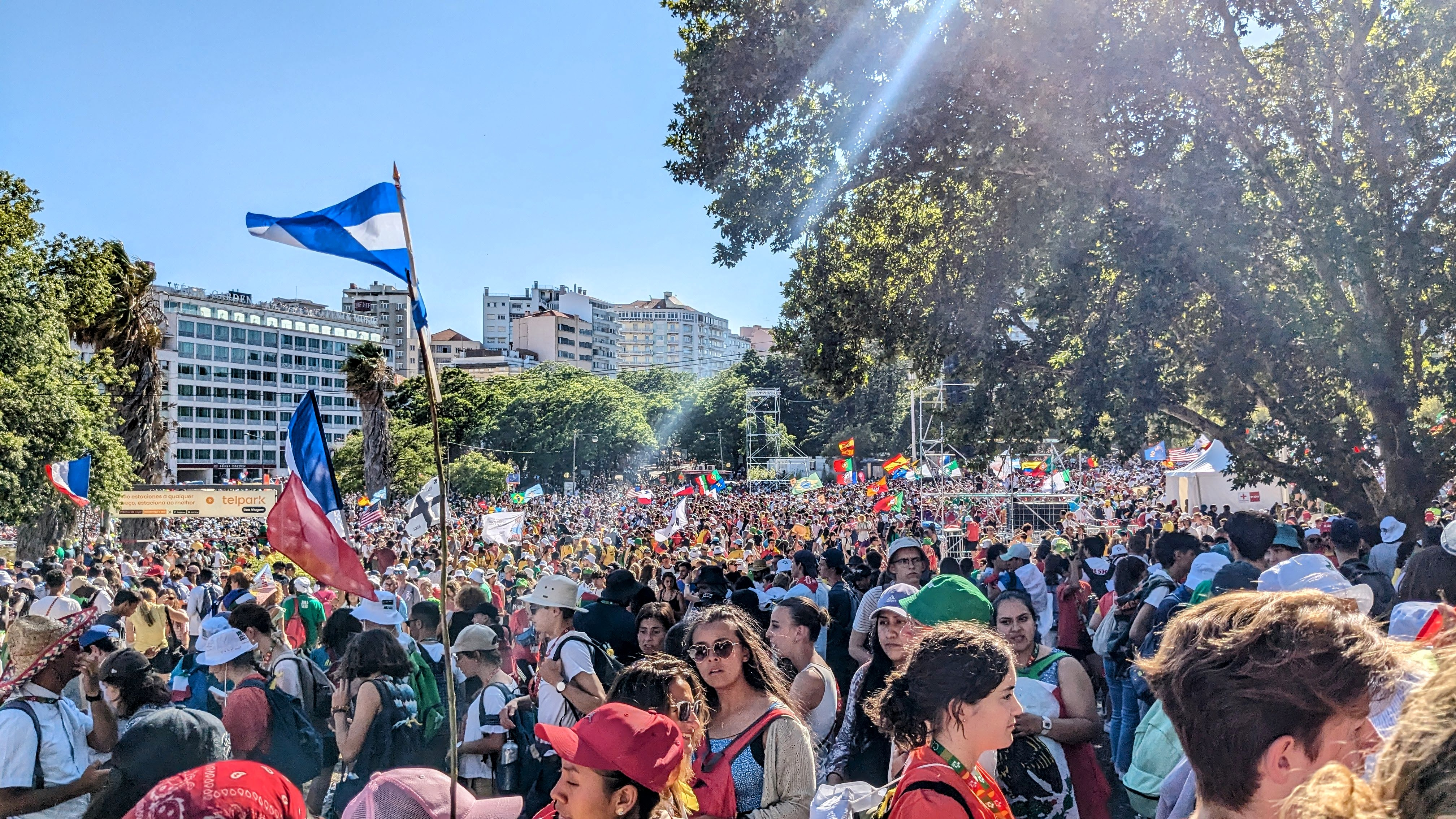
JMJ à Lisbonne en 2023.

En 2016, les JMJ se tiennent à l'occasion du Jubilé extraordinaire de la Miséricorde à Cracovie, en Pologne, terre natale du pape Jean-Paul II, fondateur et saint patron des Journées Mondiales de la Jeunesse.
L'édition panaméenne de 2019 a lieu à Panama pour la première fois pendant le mois de janvier pour des raisons climatiques. La suivante prévue à Lisbonne en 2022 est décalée à 2023 en raison de la pandémie de maladie à coronavirus de 2020. À partir de 2021, la célébration de la JMJ locale a lieu le dimanche du Christ-Roi, et non plus à celui des Rameaux.

## Les éditions successives des JMJ
| Année | Dates         | Pape présent | Lieu                                  | Assistance | Thème | Articles détaillés |
| ----- | ------------- | ------------ | ------------------------------------- | ---------- | --- | ------------------ |
| 1984  | 15 avril      | Jean-Paul II | Cité du Vatican, Vatican              | 300 000    | Année jubilaire de la rédemption                                                                                        | [ 9 ]              |
| 1985  | 31 mars       | Jean-Paul II | Cité du Vatican, Vatican              | 300 000    | Année internationale de la jeunesse                                                                                     | [ 9 ]              |
| 1987  | 11-12 avril   | Jean-Paul II | Buenos Aires, Argentine               | 1 000 000  | Nous avons reconnu l'amour que Dieu a pour nous et nous y avons cru (Jean 4,16)                                         | IIe JMJ            |
| 1989  | 15-20 août    | Jean-Paul II | Saint-Jacques-de-Compostelle, Espagne | 500 000    | Je suis le Chemin, la Vérité et la Vie (Jean 14,6)                                                                      | IVe JMJ            |
| 1991  | 10-15 août    | Jean-Paul II | Częstochowa, Pologne                  | 1 500 000  | Vous avez reçu un esprit de fils (Romains 8,15)                                                                         | VIe JMJ            |
| 1993  | 10-15 août    | Jean-Paul II | Denver, États-Unis                    | 700 000    | Moi, je suis venu pour qu'ils aient la vie et qu'ils l'aient en abondance (Jean 10,10)                                  | VIIIe JMJ          |
| 1995  | 10-15 janvier | Jean-Paul II | Manille, Philippines                  | 5 000 000  | Comme le Père m'a envoyé, moi aussi je vous envoie (Jean 20,21)                                                         | Xe JMJ             |
| 1997  | 19-24 août    | Jean-Paul II | Paris, France                         | 1 200 000  | Maître, où demeures-tu ? - Venez et voyez (Jean 1,38-39)                                                                | XIIe JMJ           |
| 2000  | 15-20 août    | Jean-Paul II | Rome, Italie                          | 2 200 000  | Le Verbe s'est fait chair et il a habité parmi nous (Jean 1,14)                                                         | XVe JMJ            |
| 2002  | 23-28 juillet | Jean-Paul II | Toronto, Canada                       | 800 000    | Vous êtes le sel de la terre… Vous êtes la lumière du monde (Matthieu 5,13-14)                                          | XVIIe JMJ          |
| 2005  | 16-21 août    | Benoît XVI   | Cologne, Allemagne                    | 1 200 000  | Nous sommes venus l'adorer (Matthieu 2,2)                                                                               | XXe JMJ            |
| 2008  | 15-20 juillet | Benoît XVI   | Sydney, Australie                     | 350 000    | Vous allez recevoir une force, celle de l'Esprit Saint qui descendra sur vous. Vous serez alors mes témoins (Actes 1,8) | XXIIIe JMJ         |
| 2011  | 16-21 août    | Benoît XVI   | Madrid, Espagne                       | 1 500 000  | Enracinés et fondés en Christ, affermis dans la foi (cf. Colossiens 2,7)                                                | XXVIe JMJ          |
| 2013  | 23-28 juillet | François     | Rio de Janeiro, Brésil                | 3 000 000  | Allez ! De toutes les nations, faites des disciples (Matthieu 28,19)                                                    | XXVIIIe JMJ        |
| 2016  | 26-31 juillet | François     | Cracovie, Pologne                     | 2 500 000  | Heureux les miséricordieux, car ils obtiendront miséricorde (Matthieu 5,7)                                              | XXXIe JMJ          |
| 2019  | 23-27 janvier | François     | Panama, Panama                        | 700 000    | Voici la servante du Seigneur : qu’il m’advienne selon votre parole ! (Luc 1,38)                                        | XXXIVe JMJ         |
| 2023  | 1-6 août      | François     | Lisbonne, Portugal,                   | 1 500 000  | Marie se leva, et s’en alla en hâte (Luc 1,39)                                                                          | XXXVIIe JMJ        |
| 2027  | 3-8 août      | Léon XIV     | Séoul, Corée du Sud                   |            | Prenez courage! J'ai vaincu le monde (Jn 16, 33) ,.                                                                     | XLIe JMJ           |

| Date             | Thème | Articles détaillés |
| ---------------- | --- | ------------------ |
| 23 mars 1986     | Soyez toujours prêts à justifier l'amour qui est en vous (1P 3,15)                                                     | Ire JMJ            |
| 27 mars 1988     | Tout ce qu'il vous dira, faites-le (Jn 2,5)                                                                            | IIIe JMJ           |
| 8 avril 1990     | Je suis la vigne et vous êtes les sarments (Jn 15,5)                                                                   | Ve JMJ             |
| 12 avril 1992    | Allez dans le monde entier et proclamez l'Évangile (Mc 16,15)                                                          | VIIe JMJ           |
| 22 mars 1994     | Comme le Père m'a envoyé, moi aussi je vous envoie (Jn 20,21)                                                          | IXe JMJ            |
| 31 mars 1996     | Seigneur, à qui irions-nous ? Tu as les paroles de la vie éternelle (Jn 6,68)                                          | XIe JMJ            |
| 5 avril 1998     | L'esprit vous enseignera toute chose (Jn 14,26)                                                                        | XIIIe JMJ          |
| 28 mars 1999     | Le Père vous aime (Jn 16,27)                                                                                           | XIVe JMJ           |
| 8 avril 2001     | Si quelqu’un veut venir à ma suite, qu’il se renie lui-même, qu’il se charge de sa croix, et qu’il me suive (Lc 9, 23) | XVIe JMJ           |
| 12 avril 2003    | Voici ta Mère ! (Jn 19, 27)                                                                                            | XVIIIe JMJ         |
| 4 avril 2004     | Nous voulons voir Jésus (Jn 12, 21)                                                                                    | XIXe JMJ           |
| 6 avril 2006     | Une lampe sur mes pas, ta parole, une lumière sur ma route (Psaume 119,105)                                            | XXIe JMJ           |
| 31 mars 2007     | Aimez-vous les uns les autres comme je vous ai aimés (Jean, 15,12)                                                     | XXIIe JMJ          |
| 5 avril 2009     | Nous avons mis notre espérance dans le Dieu vivant (1Tm 4,10)                                                          | XXIVe JMJ          |
| 28 mars 2010     | Bon Maître, que dois-je faire pour avoir en héritage la vie éternelle ? (Mc 10, 17-30)                                 | XXVe JMJ           |
| 1er avril 2012   | Réjouissez-vous toujours dans le Seigneur (Philippiens 4,4)                                                            | XXVIIe JMJ         |
| 13 avril 2014    | Heureux les pauvres de cœur, car le Royaume des Cieux est à eux (Mt 5,3)                                               | XXIXe JMJ          |
| 29 mars 2015     | Heureux les cœurs purs, car ils verront Dieu (Mt 5,8)                                                                  | XXXe JMJ           |
| 9 avril 2017     | Le Puissant fit pour moi des merveilles (Lc 1,49)                                                                      | XXXIIe JMJ         |
| 25 mars 2018     | Sois sans crainte, Marie, car tu as trouvé grâce auprès de Dieu (Lc 1,30)                                              | XXXIIIe JMJ        |
| 5 avril 2020     | Jeune homme, je te le dis, lève-toi ! (Lc 7,14)                                                                        | XXXVe JMJ          |
| 21 novembre 2021 | Lève-toi : car je t’établis témoin des choses que tu as vues ! (Ac 26,16)                                              | XXXVIe JMJ         |

## Analyses et critiques

### Un évangélisme catholique?
Le vaticaniste John Allen considère que les JMJ marquent la montée en puissance d'un courant qu'il qualifie (avec d'autres observateurs) d'évangélisme catholique.
Allen indique qu'un des points marquants et visibles de ce nouveau courant sont la défense de l'identité et des enseignements catholiques traditionnels : orthodoxie doctrinale, remise à l'honneur de la liturgie et des dévotions catholiques. Pour autant, il ne s'agit selon lui ni de traditionalisme ni de conservatisme. L'évangélisme catholique accepte en effet la sécularisation comme un défi bienvenu qui oblige à quitter le modèle d'une religion simple héritage culturel pour celui d'une religion choisie, ce choix devant être défendu et manifesté. Dès lors, les catholiques sont soucieux de se montrer missionnaires, agents de transformation de la culture ambiante à la lumière des principes évangéliques, plutôt que de s'impliquer dans les controverses au sein de leur propre Église.
Livrant sa propre analyse sociologique de la participation aux JMJ, Allen considère que les jeunes qui relèvent de l'évangélisme catholique y occupent une position centrale et y jouent un rôle moteur, qu'il considère comme spontané, soutenu beaucoup plus que suscité par la hiérarchie. L'objectif pastoral de ces rencontres lui semble être d'attirer quelques jeunes initialement plus tièdes dans le cercle des enthousiastes.